# World Class Wreckin’ Cru
World Class Wreckin’ Cru — электро-группа 1980-х годов из Комптона, Калифорния, созданная владельцем ночного клуба DJ Alonzo Williams. Группа состояла из таких исполнителей как DJ Yella, Dr. Dre, Shakespeare и Cli-N-Tel. Dr. Dre и DJ Yella будет продолжать отдельную карьеру, чтобы добиться славы в качестве членов N.W.A.. Fresh Crew’s и Dr. Rock были также одними из первых членов World Class Wreckin’ Cru.

## Синглы
- Surgery (12") (1985)
- Bust It Up 2 + 1 (12") (1985)
- Juice (12") (1985)
- He’s Bionic/The Fly (12") (1986)
- Keep It Real Letter (12") (1986)
- Mission Pregnat (7") (1986)
- Mission Possible/World Class Freak (12") (1986)
- The Zoowoo (12") (1986)
- Turn Off the Lights (12") (1987)
- House Calls (12") (1987)
- Lay Your Body Down (12") (1988)
- Lovers (12") (1988)
- World Class Mega Mix 89 (12") (1989)
- House Niggas (12") (1990)
- I’ll Be SmOkin on Dat Dro (12") (1992)

## Студийные альбомы
- World Class (1984)
- Rapped in Romance (1986)
- The Best of the World Class Wreckin Cru (1987)
- Fast Lane (1988)
- Phases in Life (1990)
- Turn Off the Lights (1991)
- Gold (1994)
- The World Class Wreckin' Cru Greatest Hits Plus (2000)